# ŽNK Hajduk Hercegovac
ŽNK Hajduk Hercegovac, ženski je nogometni klub iz Hercegovca.

## Povijest
Ženski nogometni klub Hajduk Hercegovac nastao je u ljeto 2009. godine na inicijativu Marjane Javurek i prvotno djelovao je pod imenom Opća opasnost. Klub od 2013. godine djeluje u sklopu nogometnoga kluba Hajduk Hercegovac.